# M/S Sea Wind
M/S Sea Wind är ett ro-ro-fartyg som går för Tallink mellan Tallinn och Nordsjö, Helsingfors.

## Historia
Levererades som M/S Svealand 1972 till Svearederiet för linjen Helsingborg–Travemünde och registrerades ursprungligen i dotterbolaget Linjebuss International AB. Därefter användes hon av ett antal rederier med anknytning till Svearederiet. Fram till 1989 trafikerade hon Helsingborg/Trelleborg–Travemünde och mellan 1989 och 2014 Stockholm–Åbo.
Sitt nuvarande namn fick hon 1989 i samband med chartern till det då nybildade rederiet SeaWind Line och Åbotrafiken. Innan hon började trafikera för SeaWind Line blev hon ombyggd till kombinerat tåg- och fraktfartyg vid skeppsvarvet Blohm + Voss i Hamburg. Även passagerarutrymmena blev större, och fler hytter byggdes.
M/S SeaWind följde med i köpen då Sea Containers och senare Tallink köpte Silja Line. Hon används sedan januari 2015 i Tallinks egen trafik mellan Tallinn och Helsingfors.
- M/S Sea Wind drabbades den 2 december 2008 av brand i huvudmaskinen och de elva passagerarna ombord evakuerades med en helikopter av typen Eurocopter AS332 Super Puma. Fartyget bogserades till Åbo för utredning av (svenska) Statens haverikommission och reparationer.
- Efter ett varvbesök mellan december 2009 och februari 2010 målades hon om med Tallinks logotyp på skorstenen och namnet Sea Wind Line försvann.
- Den 4–5 mars 2010 fastnade Sea Wind i isen nära ön Tjärven i Stockholms skärgård nära färjeläget Kapellskär. Fartyget kom loss under natten.